# James A. Champy
James „Jim“ A. Champy (* 1942 in Lawrence, Massachusetts) ist ein US-amerikanischer Wirtschaftswissenschaftler. Er gilt als führender US-amerikanischer Management-Vordenker in den Bereichen Business Reengineering (Geschäftsprozessoptimierung), organisationaler Wandel und Unternehmensrestrukturierung. Er berät das Top-Management multinationaler Unternehmen, die nach Möglichkeiten suchen, um die Unternehmensleistung zu verbessern. Sein Beratungsansatz basiert darauf, Führungskräfte dabei zu unterstützen, die Geschäftsergebnisse auf vier verschiedenen aber sich dennoch überschneidenden Gebieten zu verbessern: Unternehmensstrategie, Führung und Geschäftsprozesse, Organisationsentwicklung und organisationaler Wandel sowie Informationstechnologie.

## Leben

### Studium und Promotion
1959 beginnt er mit dem Studium der Architektur am MIT Massachusetts Institute of Technology. Schon bald aber wechselt Champy – nicht zuletzt auch mit Blick auf das väterliche Bauunternehmen – den Studiengang und erwirbt sowohl einen Bachelor- als auch einen Masterabschluss als Bauingenieur.
Champys Vater betrieb in Lawrence ein Bauunternehmen. Champy studierte zunächst ab 1959 Architektur am MIT Massachusetts Institute of Technology, wechselte dann aber in den Bereich Bauingenieurwesen und erwarb den Grad eines B.S. in 1963 sowie den M.S. im Bauingenieurwesen in 1965 am MIT. In 1968 studierte er nach eigenem Bekunden zur Horizonterweiterung nun Rechtswissenschaften, promovierte in diesem Bereich (J.D.) an der Boston College Law School und erwarb die Anwaltszulassung.

### Gründer, Manager und Vorstandsvorsitzender
Zurück in Lawrence und im väterlichen Unternehmen bemerkte er die trotz Studium fehlenden Kenntnisse praktischer Unternehmensführung und folgte dem Ruf seines früheren MIT-Kommilitonen Tom Gerrity, um 1969 mit ihm, zwei weiteren MIT-Absolventen und 1.500 USD Startkapital die Consulting-Agentur Index Systems zu gründen. Nach dem Tod des Vaters kümmert er sich um die Abwicklung des elterlichen Unternehmens.
1974 geht Champy zurück an das MIT. Er wird Dozent, Alumni-Manager und Herausgeber der Universitätszeitung. Index wächst immer stärker. Champy wird 1978 auf Bitten von Gerrity der Vice President von Index. Index erreichte einen Umsatz von mehr als 200 Mio. USD. 1988 wird Index dann durch das IT-Beratungs- und -Dienstleistungsunternehmen Computer Sciences Corporation übernommen. Champy wird Vorstandsvorsitzender und CEO von CSC Index. 1992 gibt Champy zusammen mit dem MIT-Professor Michael Hammer das Buch Business Reengineering heraus (siehe unten), das sich innerhalb kurzer Zeit positiv auf die CSC-Umsätze auswirkt, die von 70 Mio. auf mehr als 500 Mio. USD steigen. Nach dem CSC Index 1996 durch eine Fusion die unternehmerische Selbstständigkeit verloren hat, verlässt Champy das Unternehmen und übernimmt als Chairman (bis 2010) auch die Leitung des Beratungsbereiches (bis November 2009) von Perot Systems, einem international tätigen IT-Dienstleister (später Dell Service). Seit dem 19. Mai 2003 ist Champy Director and Member of Nominating & Corporate Governance Committee bei dem Halbleiterhersteller Analog Devices Inc.
Champy wird von Forbes derzeit als wissenschaftlicher Mitarbeiter der Harvard Business School geführt.

### Reengineering-Vordenker und Autor des BestsellersBusiness Reengineering
Champy entwickelte als führender Kopf das insbesondere in den 1990er-Jahren populäre sog. Reegineering-Konzept und veröffentlichte gemeinsam mit Michael Hammer den Bestseller Business Reengineering. Hammer hatte als Professor am MIT die theoretischen Grundlagen auf Basis seiner Studien zu neuen Technologien in den Arbeitsprozessen von Unternehmen (1984–1989: „Management in den neunziger Jahren“) entwickelt. Business Reengineering erscheint in 15 Sprachen, ist mehr als ein Jahr auf der Bestsellerliste der New York Times gelistet und wird zum Welterfolg. Es werden mehr als 2,5 Mio. Exemplare verkauft (2007). Das Wirtschaftsmagazin Forbes bewertet es als eines der drei wichtigsten Managementbücher des letzten Jahrzehnts.
Die Autoren haben mit ihrem Buch dazu beigetragen, dass das Reengineering-Konzept nicht nur zur Verschlankung von organisationsinternen Geschäftsprozessen begriffen wurde, sondern als „umfassendes Rezept für die revolutionäre Umgestaltung von Firmen“. Wichtig sei es allein, die Zukunft optimal zu gestalten und „konventionelle Weisheiten und tradierte Annahmen über die Vergangenheit über Bord zu werfen“, so Champy. „Start with a clean sheet of paper“, lautet Champy’s Reengineering-Credo: „Es ist Zeit, dass wir aufhören, ausgetretene Wege zu gehen. Anstatt veraltete Prozesse in Silizium und Software einzubetten, sollten wir sie beseitigen und neu anfangen.“ Champy´s Konzept steht damit dem japanisch geprägten Modell der kontinuierlichen Verbesserung diametral entgegen.
Ziel des Konzepts ist die deutliche Verbesserung von Kostenstruktur, Qualität, Service und Schnelligkeit, um dadurch die Unternehmensperformance insgesamt zu verbessern. Organisationen sollen sich dazu auf ihre Kernprozesse konzentrieren, sie zunächst grundlegend analysieren, dann möglichst schlank und effizient gestalten und sich von peripheren Prozessen (und deren Mitarbeitern) trennen. In die radikale Umgestaltung sollen alle Abläufe einer Organisation einbezogen werden, insbesondere das Management, das Champy als wesentliches Hindernis für das Reengineering ausmachte. Champy resümierte daher, „dass es Zeit ist für das Reengineering der Manager“. Er kommt zu dem Schluss, dass „Business Reengineering ohne einen radikalen Wandel in den tatsächlichen Managementpraktiken der Einführung der freien Marktwirtschaft in einer kommunistisch gelenkten Wirtschaftsordnung gleichkommt, in der die alte Garde sich weiterhin an die Macht klammert“.
Die praktische Umsetzung seines Konzepts gilt als sehr schwierig. Kritisiert wird, dass das Konzept die bisherige Unternehmensentwicklung ignoriere und schon begrifflich technokratisch und unmenschlich anmute. Unter dem Deckmantel des Reengineering nutzten viele Unternehmen das Konzept für umfassende Downsizing-Maßnahmen.

## Weitere Bücher
Champy ist Mitautor des Buchs Reengineering the Corporation, dass es auf die Bestseller-Liste der New York Times schaffte. Sein folgendes Buch Reengineering Management wurde ebenfalls zu einem Bestseller und wurde von der Wirtschaftszeitschrift Business Week als eines der besten Bücher des Jahres 1995 bezeichnet. Sein nächstes Buch The Arc of Ambition schrieb Champy zusammen mit dem Harvard-Professor Nitin Nohria. Champy arbeitete mit Nohria auch für das Buch Fast Forward zusammen, einer Sammlung bedeutender Harvard-Business-Review-Artikel zum Thema Wandel; es wurde im März 1996 veröffentlicht. Sein nächstes Buch, X-Engineering the Corporation, Reinventing Your Business in the Digital Age, wurde in 2002 herausgegeben. In dieser Arbeit, zeigt Champy die Chancen und Herausforderungen von organisationsübergreifender Prozessgestaltung und Zusammenarbeit auf. In 2008 wurde Champy´s Buch Outsmart! How To Do What Your Competitors Can’t veröffentlicht. Outsmart! deckt zahlreiche überraschende und unkonventionelle Erfahrungen aus Unternehmen, die durch neue oder veränderte Geschäftsmodelle außerordentlich hohe Wachstumsraten erzielt haben. Das zweite Buch Inspire! Why Customers Come Back enthält acht kurze Fallstudien, die zeigen, wie Unternehmen erfolgreich werden, wenn sie ihre Kunden dazu inspirieren, sich für lange Zeit an sie zu binden. Die Beispiele zeigen kreative Ideen und untersuchen, wie Unternehmen mit ihrer Vision und ihrem Leitbild direkt den Verkaufserfolg beeinflussen können. Outsmart! und Inspire! sind beide Teil einer Managementbuchreihe zu neuen Geschäftsmodellen, die Champy für Financial Times Press schreibt. Sein drittes Buch dieser Reihe wird Deliver! How to Be Fast, Flawless, and Frugal. sein. Champy’s Buch Reengineering Health Care, A Manifesto for Radically Rethinking Health Care Delivery, wurde im Juni 2010 ebenfalls bei Financial Times Press veröffentlicht.
| Erschienen | Titel                                                                                |
| ---------- | ------------------------------------------------------------------------------------ |
| 1992       | Business Reengineering                                                               |
| 1994       | Reengineering the Corporation                                                        |
| 1995       | Reengineering Management                                                             |
| 1996       | Fast Forward                                                                         |
| 2001       | The Arc of Ambition                                                                  |
| 2002       | X-Engineering the Corporation, Reinventing Your Business in the Digital Age          |
| 2008       | Outsmart! How To Do What Your Competitors Can’t                                      |
| 2009       | Inspire! Why Customers Come Back                                                     |
| 2010       | Reengineering Health Care, A Manifesto for Radically Rethinking Health Care Delivery |
| 2011       | Deliver! How to Be Fast, Flawless, and Frugal                                        |

## Sonstiges
Champy ist lebenslanges Mitglied des Kuratoriums der MIT Corporation, Massachusetts Institute of Technology’s und gehört dem Aufsichtsrat der Boston College Law School an.